# 31 de enero
El 31 de enero es el 31.ᵉʳ (trigésimo primer) día del año en el calendario gregoriano. Quedan 334 días para finalizar el año y 335 en los años bisiestos.

## Acontecimientos
- 314: el romano Silvestre I sucede a Melquíades como papa de la Iglesia católica.
- 1504: Francia cede el Reino de Nápoles (en la actual Italia) a la Corona de Aragón.
- 1542: en la actual Argentina, el conquistador español Álvar Núñez Cabeza de Vaca y sus soldados son los primeros europeos que ven las Cataratas del Iguazú.
- 1558: en la actual Chile, García Hurtado de Mendoza toma posesión de la Isla Grande de Chiloé para el Imperio español.
- 1578: en la Batalla de Gembloux y en el marco de la Guerra de los Ochenta Años, los españoles se proclaman vencedores, lo que supone la recuperación del sur de los Países Bajos.
- 1580: el rey español Felipe II invoca su derecho a la sucesión de Enrique I de Portugal y, ante la oposición de los portugueses, decide invadir el país.
- 1606: en Londres, Guy Fawkes es ejecutado por conspirar contra el rey Jaime I en lo que se conoció como Conspiración de la Pólvora (the Gunpowder Plot).
- 1676: por real cédula del rey español Carlos II se funda la Real y Pontificia Universidad de San Carlos Borromeo de Guatemala (actual Usac).
- 1804: en Alemania, Ludwig van Beethoven concluye su 3.ª sinfonía, «Heroica».
- 1813: en las Provincias Unidas del Río de la Plata, se inaugura la Asamblea del Año XIII.
- 1814: en Argentina, Gervasio Antonio de Posadas se convierte en «director supremo».
- 1822: en Perú, el Congreso le concede a la aldea de Trujillo el título de «ciudad benemérita y fidelísima a la Patria».
- 1824: en México, se crea el estado libre de Tabasco, siendo el estado número 13 de la República Federal.
- 1866: en la batalla de Pehuajó (provincia de Corrientes) ―en los comienzos de la guerra de la Triple Alianza―, los paraguayos vencen a las fuerzas argentinas, y el general Bartolomé Mitre, por razones que se desconocen, omite apoyarlas con su ejército. Mueren 900 soldados argentinos.
- 1867: el líder nacionalista argelino Youssef Karam deja el Líbano en un barco francés dirección a Argelia.
- 1868: en Japón termina la crucial batalla de Toba-Fushimi, con una decisiva victoria del ejército imperial sobre las fuerzas shogunales, y como resultado llega a su fin el shogunato Tokugawa.
- 1876: Estados Unidos le recomienda a todos sus nativos trasladarse a las reservas indias.
- 1884: en Madrid, el rey Alfonso XII inaugura el edificio de la calle Prado n.º 21 como sede del Ateneo de Madrid.
- 1901: en Moscú se estrena la obra Las tres hermanas, de Antón Chéjov.
- 1906: en Colombia se produce un violento terremoto de 8,8 grados de magnitud que produce un tsunami con olas de 5 metros de altura que llegaron hasta Japón y causaron daños en la costa pacífica de Colombia, con al menos 1500 muertos.
- 1915: en la Primera Guerra Mundial, los alemanes y los rusos se enfrentan en la batalla de Bolimov. Por primera vez en la Historia humana, el ejército alemán utiliza una gran cantidad de gases lacrimógenos (bromuro de xililo), pero se congelan. En el ataque convencional que continuó, murieron 40 000 soldados rusos.
- 1917: los científicos alemanes Otto Hahn y Lise Meitner descubren el protactinio, elemento radiactivo.
- 1917: en la Primera Guerra Mundial, los representantes de los países aliados se reúnen en Petrogrado.
- 1918: en París (Francia), Alemania arroja 14 000 bombas sobre la población civil.
- 1921: en Alemania hay 357 000 parados más que al comienzo de la guerra.
- 1922: en el aeródromo de Getafe, el autogiro de Juan de la Cierva, en su primer vuelo, consigue elevarse 25 metros del suelo durante tres minutos.
- 1922: la policía española contará con gases asfixiantes, perros, silbatos y cachiporras metálicas de fácil manejo.
- 1922: el rey Alfonso XIII impone la «Cruz de Alfonso XII» al tenor barcelonés Hipólito Lázaro.
- 1924: el Congreso de los Soviet ratifica la Constitución de 1923.
- 1924: en España, una real orden prohíbe la venta libre de encendedores y accesorios, así como su circulación y tenencia.
- 1925: en Albania, Ahmet Zogu es elegido presidente de la República.
- 1927: en Alemania termina el control militar interaliado (impuesto como castigo).
- 1929: el Gobierno soviético exilia a León Trotski.
- 1930: la empresa estadounidense 3M lanza al mercado el scotch-tape (cinta adhesiva).
- 1933: la Asamblea Regional de Córdoba aprueba un proyecto de bases para la redacción de un estatuto para Andalucía.
- 1936: William Faulkner escribe la última página del manuscrito de ¡Absalom, Absalom!.
- 1938: en Burgos ―traicionando la Constitución española― se constituye oficialmente el primer Gobierno español presidido por el general Francisco Franco, que sustituye a la Junta Técnica del Estado.
- 1942: en la Unión Soviética, en el marco de la Segunda Guerra Mundial, concluye la Batalla de Moscú logrando así que el eje no logre entrar en la ciudad de Moscú.
- 1942: en Chile, el candidato radical Juan Antonio Ríos vence las elecciones presidenciales.
- 1943: en la Segunda Guerra Mundial, la victoria soviética en Stalingrado (con 0,9 millones de prisioneros alemanes) supone un giro decisivo en el frente oriental.
- 1943: en Hamburgo (Alemania), los aliados realizan un ataque aéreo contra la población civil, con el nuevo radar Radar H2S.
- 1944: en el océano Pacífico, los estadounidenses desembarcan en las islas Marshall.
- 1945: Königsberg queda completamente cercada por tropas soviéticas.
- 1946: el presidente de Yugoslavia, Josip Broz, Tito, apoya la aprobación de una constitución marxista y federal, según el modelo de la Unión Soviética.
- 1949: el papa Pío XII anuncia el descubrimiento de la tumba de san Pedro bajo la cúpula vaticana.
- 1950: el presidente de Estados Unidos, Harry S. Truman, ordena la producción en su país de la bomba de hidrógeno.
- 1950: las últimas unidades del Kuomintang se rinden a las autoridades comunistas chinas.
- 1951: Getúlio Vargas asume como presidente del Brasil por 2.ª vez.
- 1958: desde cabo Cañaveral (Estados Unidos), a las 22:48 (hora local) la NASA pone en órbita el primer satélite estadounidense, el Explorer 1. (El primer satélite artificial de la Historia fue el soviético Sputnik 1 lanzado el 4 de octubre de 1957).
- 1958: James Van Allen descubre los cinturones de radiación que llevan su nombre.
- 1961: Estados Unidos lanza al espacio una cápsula Mercury, con un chimpancé llamado Ham a bordo.[1]
- 1961: Paul-Henri Spaak presenta su dimisión como secretario general de la OTAN (Organización del Tratado del Atlántico Norte).
- 1962: Cuba es expulsada de la OEA (Organización de Estados Americanos).[2]
- 1966: lanzamiento de la sonda lunar soviética Luna 9, destinada a realizar un alunizaje suave.
- 1967: en Bolivia comienza una dura campaña del ejército boliviano contra la Guerrilla de Ñancahuazú.
- 1968: Nauru se independiza de Australia.
- 1968: en la guerra de Vietnam, el ejército de Estados Unidos y el ejército de Vietnam del Sur retoman la ciudad de Hué.
- 1971: desde cabo Kennedy, Estados Unidos lanza al espacio el Apolo 14, sexta misión tripulada hacia la luna y tercera en alunizar.
- 1971: se reanudan las comunicaciones telefónicas entre Berlín Este y Berlín Oeste, interrumpidas durante 19 años.
- 1974: en las afueras de La Habana (Cuba) se inaugura la Escuela Vocacional Vladimir Ilich Lenin (que a partir de 1985 se convertirá en Instituto Preuniversitario de Ciencias Exactas) con la participación del primer ministro Fidel Castro y de Leonid Brézhnev (primer secretario del Partido Comunista de la Unión Soviética).
- 1975: se producen violentos combates en Asmara, capital de Eritrea.
- 1976: en España empiezan a circular monedas con la efigie del rey Juan Carlos.
- 1976: en Bogotá (Colombia), la embajada española sufre un atentado.
- 1977: en París se inaugura el Centro Pompidou.
- 1978: en España, se introducen 1133 enmiendas al anteproyecto de Constitución y el PSOE mantiene su oposición a la monarquía.
- 1979: el dirigente argelino Chadli Bendjedid es elegido presidente de su país tras la muerte de Houari Boumédiène.
- 1979: en Italia dimite el jefe de Gobierno Giulio Andreotti.
- 1980: en la ciudad de Guatemala, varios disidentes políticos y campesinos indígenas toman la embajada de España para protestar por el Genocidio maya. Al mediodía la policía guatemalteca ingresa y los quema vivos con fósforo blanco. Mueren 36 personas (Masacre en la embajada de España). Sobreviven el embajador Máximo Cajal López (1935-2014) y el campesino Gregorio Iujá-Shoná (quien será secuestrado esa misma noche en el hospital, y torturado hasta morir).
- 1984: en España es izada por primera vez la bandera de la Comunidad de Madrid.
- 1985: en Ecuador, Juan Pablo II visita las ciudades de Cuenca y Guayaquil.
- 1986: Juan Pablo II inicia su viaje a la India, donde visita catorce ciudades.
- 1987: prosigue la guerra de los rehenes en el Líbano, donde ya hay 26 ciudadanos extranjeros secuestrados.
- 1990: Manuel Fraga Iribarne es elegido presidente de la Junta de Galicia por el Pleno del Parlamento gallego.
- 1990: en Moscú (Rusia) se abre la primera sucursal de la empresa estadounidense de hamburguesas McDonald's.
- 1992: los líderes de los 15 países miembros del Consejo de Seguridad de la ONU inauguran en Nueva York la primera reunión «cumbre» de su historia para potenciar las funciones pacificadoras del organismo y abandonar la doctrina de no injerencia.
- 1994: un incendio destruye el Gran Teatro del Liceo de Barcelona, construido en 1847.
- 1997: en Argelia, la violencia integrista se cobra más de 200 vidas en el sagrado mes del Ramadán.
- 1999: científicos de la Universidad de Alabama, en Birmingham (Estados Unidos) descubren en los restos de un chimpancé llamado Marylin, muerto en 1985, que el virus VIH-1, principal causante del sida, procede de ese animal.
- 1999: en Estados Unidos, la cadena Fox difunde el primer episodio de la serie animada Padre de familia.
- 2001: doce años después de que una bomba hiciera estallar un avión de la Pan Am sobre el cielo de Lockerbie (Escocia) y causara la muerte de 270 personas, un tribunal escocés condena a un agente libio por su responsabilidad en el atentado.
- 2003: en Kandahar (Afganistán) un microbús pisa una mina antitanque; mueren 18 pasajeros.
- 2004: en el río Congo desaparecen 200 personas tras el hundimiento de una barcaza.
- 2004: en Escocia mueren 10 ancianos en un incendio declarado en un asilo.
- 2006: Alan Greenspan abandona la presidencia de la Reserva Federal estadounidense tras 18 años en el cargo.
- 2008: la autoridad antimonopolios chilena rechaza la fusión de Falabella con D&S por considerarla incompatible con la libre competencia.
- 2009: en Irak se celebran elecciones regionales, en lo que se considera un paso muy importante para estabilizar el país y definir el reparto de poder entre las diferentes facciones. En los comicios se elegía a los consejos legislativos de las provincias iraquíes, y posteriormente cada consejo legislativo deberá elegir al gobernador de su respectiva provincia. En la mayoría de las provincias triunfa la coalición encabezada por el partido Partido Islámico Dawa, del primer ministro Nuri al Maliki, lo que será decisivo para fortalecer el poder de este para gobernar el país.
- 2009: Raúl González Blanco iguala a Alfredo Di Stéfano como máximo goleador de la historia del Real Madrid.
- 2009: en Argentina, Luciano Arruga (16) se declara oficialmente «desaparecido» en la localidad de Lomas del Mirador.
- 2010: en Ciudad Juárez (México), durante una fiesta 17 jóvenes son asesinados por miembros de grupos de narcotraficantes (Masacre de Villas de Salvárcar).
- 2013: En España, el periódico El País publica una supuesta contabilidad en B del Partido Popular que el extesorero Luis Bárcenas habría estado llevando desde 1990 hasta 2009,[3] donde figuraban numerosos políticos y empresarios, incluyendo al entonces presidente del Gobierno de España y presidente del Partido Popular, Mariano Rajoy[4] y a los vicesecretarios Rodrigo Rato y Jaime Mayor Oreja entre otros.
- 2013: en Ciudad de México ocurre una explosión en la Torre Ejecutiva de PEMEX, debido a una falla en el suministro eléctrico (algunos aseguran que fue por acumulación de gas), en la Torre Conjunta B2, en el Conjunto de PEMEX, dejando un total de 36 muertos y 100 heridos.
- 2017: la Asamblea Constituyente de la Ciudad de México termina la redacción de la Constitución de la CDMX.
- 2017: debido a sus pocas ventas, la consola Wii U cesa su fabricación con su último juego, The Legend of Zelda: Breath of the Wild.
- 2020: se ejecuta el Brexit, proceso por el que el Reino Unido abandona la Unión Europea.
- 2022: en Latinoamérica, los canales de Star Premium anuncian sus cierres de transmisiones.[5]

## Nacimientos
- 36 a. C.: Antonia la Menor, dama romana, hija de Marco Antonio (f. 37).
- 877: Wang Geon, rey coreano (f. 943).
- 1338: Carlos V, el Sabio, rey francés (f. 1380).
- 1512: Enrique I, rey portugués (f. 1580).
- 1517: Gioseffo Zarlino, compositor italiano (f. 1590).
- 1543: Tokugawa Ieyasu, shōgun japonés (f. 1616).
- 1550: Enrique I de Guisa, líder católico francés (f. 1588).
- 1597: Juan Francisco Régis, santo francés (f. 1640).
- 1624: Arnold Geulincx, filósofo flamenco (f. 1669).
- 1673: Luis María Grignion de Montfort, sacerdote francés (f. 1716).
- 1686: Hans Egede, misionero luterano noruego (f. 1758).
- 1729: Pehr Löfling, naturalista y botánico sueco (f. 1756).
- 1745: Carlos José de Habsburgo-Lorena, duque austriaco (f. 1761).
- 1752: Gouverneur Morris, político y diplomático estadounidense (f. 1816).
- 1756: María Teresa de Saboya, princesa francesa (f. 1805).
- 1759: François Devienne, compositor francés (f. 1803).
- 1762: Lachlan Macquarie, militar británico (f. 1762).
- 1769: André Jacques Garnerin, inventor francés (f. 1823).
- 1772: José María de Jesús Belaunzarán, fraile dieguino mexicano (f. 1857).
- 1788: Felice Romani, poeta italiano (f. 1865).

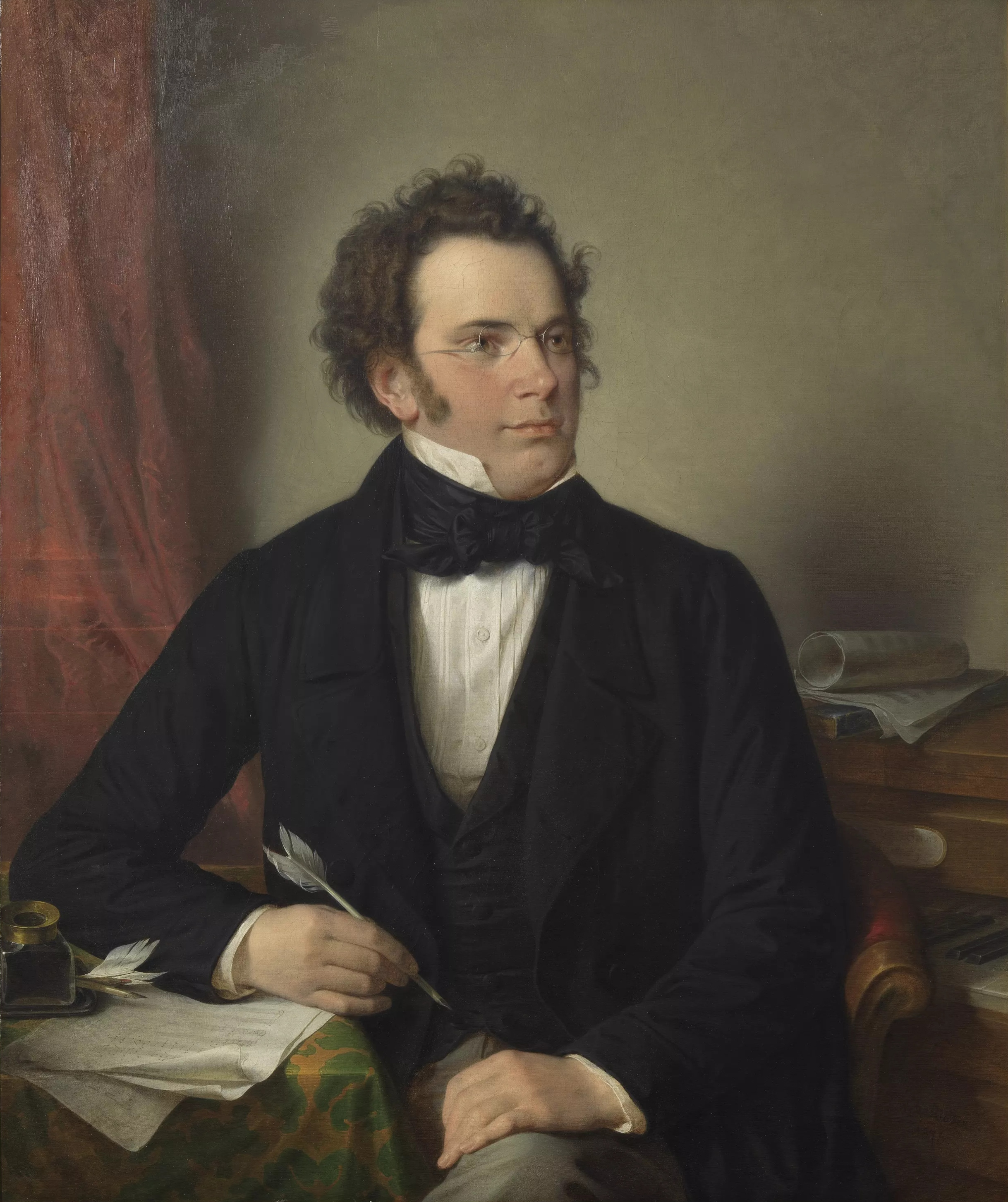
Franz Schubert

- 1797: Franz Schubert, compositor austriaco (f. 1828).
- 1799: Rodolphe Töpffer, caricaturista suizo (f. 1846).
- 1813: Agostino Depretis, político italiano (f. 1887).
- 1815: Pedro Díez-Canseco Corbacho, presidente peruano (f. 1893).
- 1816: Pedro Balanzátegui, militar y político carlista español (f. 1869).
- 1818: Carlos Luis de Borbón y Braganza, pretendiente al trono español (f. 1861).
- 1819: Pedro Martínez de Hebert, fotógrafo español (f. 1891).

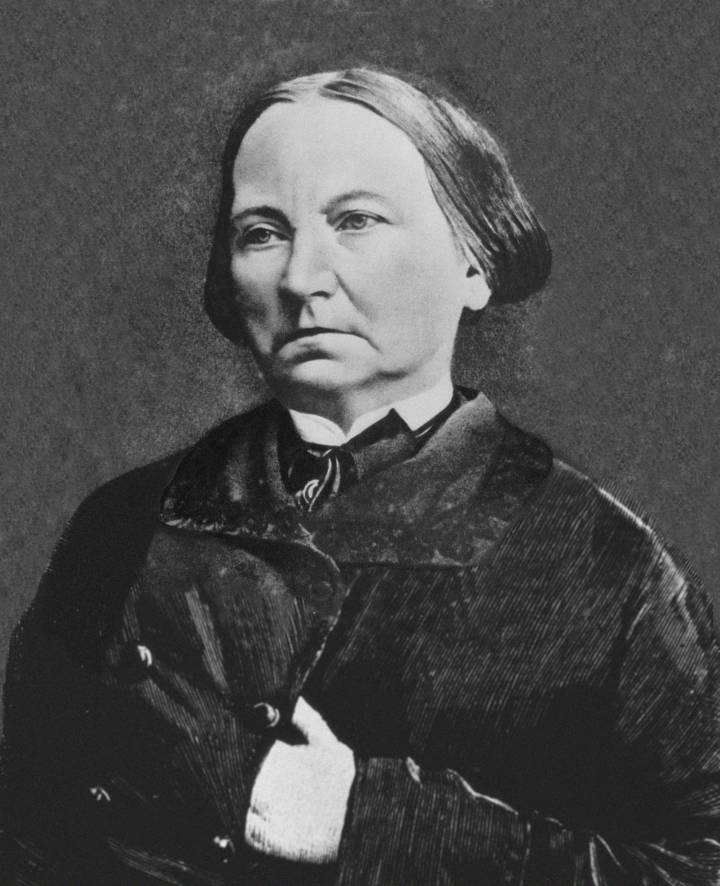
Concepción Arenal.

- 1820: Concepción Arenal, escritora y penalista española (f. 1893).
- 1821: Pedro Calvo Asensio, político, farmacéutico, periodista y dramaturgo español (f. 1863).
- 1822: Pedro Hinojosa, militar y político mexicano (f. 1903).
- 1835: Lunalilo, rey hawaiano (f. 1874).
- 1858: André Antoine, director francés de teatro (f. 1943).
- 1865: Henri Desgrange, ciclista francés (f. 1940).
- 1866: Lev Shestov, filósofo ruso (f. 1938).
- 1867: Manuel Portela , político español (f. 1952).
- 1868: Theodore Richards, químico estadounidense, premio nobel de química en 1914 (f. 1928).
- 1872: Zane Grey, escritor estadounidense (f. 1939).
- 1877: Eduardo López Ochoa, militar español (f. 1936).
- 1881: Irving Langmuir, químico estadounidense, premio nobel de química en 1932 (f. 1957).
- 1882: Ferdinand Ebner, filósofo austríaco (f. 1931).
- 1884: Theodor Heuss, político alemán (f. 1963).
- 1886: Alfonso López Pumarejo, político colombiano (f. 1959).
- 1892: Eddie Cantor, actor estadounidense (f. 1964).
- 1894: Isham Jones, saxofonista estadounidense (f. 1956).
- 1894: Gustavo Baz, médico, político y revolucionario mexicano (f. 1987).
- 1896: Sofía Yanóvskaya, matemática rusa (f. 1966).
- 1897: Ignacio Chávez Sánchez, médico mexicano (f. 1979).

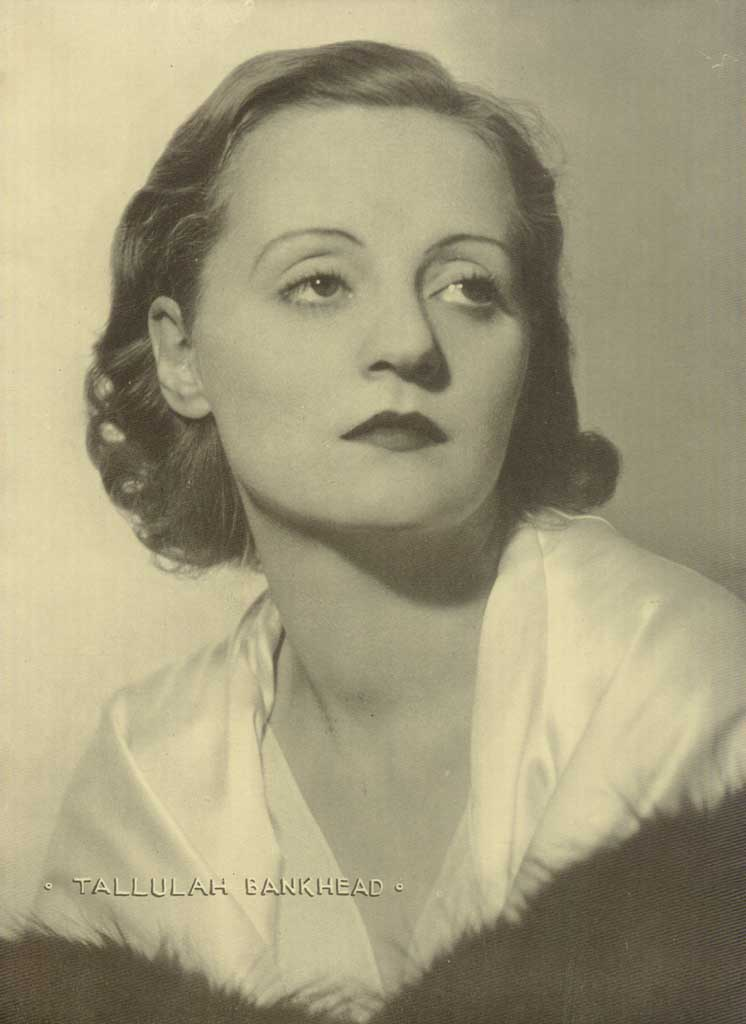
Tallulah Bankhead

- 1902: Tallulah Bankhead, actriz estadounidense (f. 1968).
- 1902: Alva Myrdal, diplomática sueca, premio nobel de la paz en 1982 (f. 1986).
- 1903: Afanasi Beloborodov, militar soviético (f. 1990)
- 1903: Trofim Tanaschishin, militar soviético (f. 1944)
- 1904: Carlos Lozano y Lozano, político, abogado y diplomático colombiano. (f. 1952)
- 1906: Benjamin Frankel, compositor británico (f. 1973).
- 1906: Rosa Castro (Lucille Mendez), actriz venezolana (f. 2007).
- 1908: Atahualpa Yupanqui, cantautor argentino (f. 1992).
- 1909: Rodolfo Barón Castro, historiador salvadoreño (f. 1986).
- 1909: Gabriel Pita da Veiga, marino y político español (f. 1993).
- 1911: Baba Vanga, vídente búlgara (f. 1996).
- 1912: Camilo Ponce Enríquez, presidente ecuatoriano (f. 1976).
- 1912: Leopoldo Eulogio Palacios, filósofo, ensayista, poeta y profesor universitario español (f. 1981).
- 1914: Jersey Joe Walcott, boxeador estadounidense (f. 1994).
- 1915: Alan Lomax, musicólogo estadounidense (f. 2002).
- 1915: Thomas Merton, escritor y poeta religioso francés (f. 1968).
- 1915: Garry Moore, cómico estadounidense (f. 1993).
- 1916: Carlos Jiménez Mabarak, compositor mexicano (f. 1994).
- 1919: Jackie Robinson, beisbolista estadounidense (f. 1972).
- 1920: Benoîte Groult, periodista, escritora y activista feminista francesa (f. 2016).
- 1920: Helene Kullman, oficial de inteligencia soviética de origen estonio y Heroína de la Unión Soviética (f. 1943).
- 1921: John Agar, actor estadounidense (f. 2002).

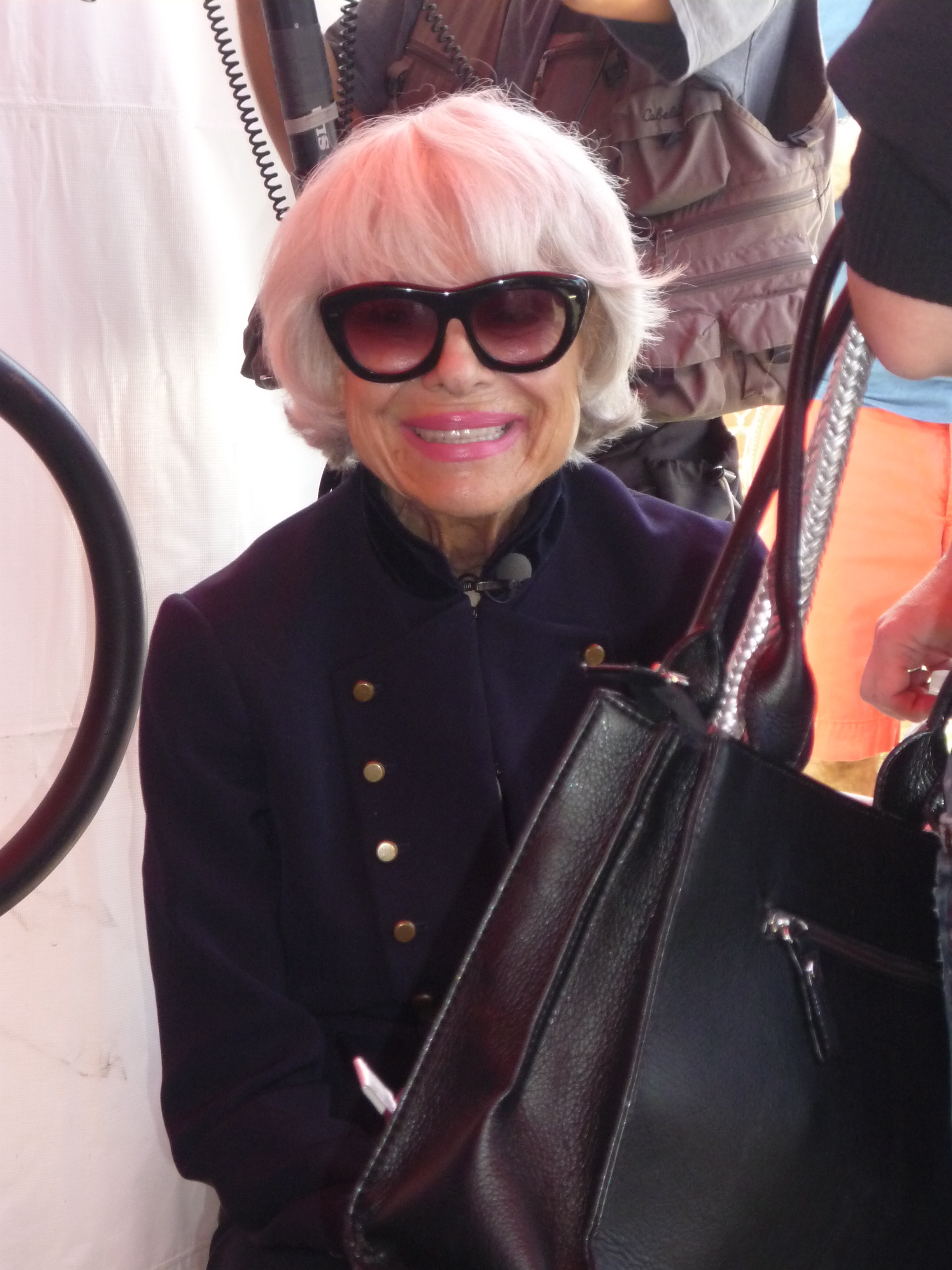
Carol Channing

- 1921: Carol Channing, actriz estadounidense (f. 2019).
- 1921: Mario Lanza, tenor estadounidense (f. 1959).
- 1922: Joanne Dru, actriz estadounidense (f. 1996).
- 1923: Guillermo Ganoza Vargas, empresario peruano, fundador del Concurso Nacional de Marinera. (f. 1988).
- 1923: Norman Mailer, escritor y periodista estadounidense (f. 2007).
- 1925: Manuel Jalón, inventor español de la fregona (f. 2011).
- 1927: Jerry Haynes, actor estadounidense (f. 2011).
- 1927: Lorraine Warren, clarividente y médium profesional estadounidense (f. 2019).
- 1929: Rudolf Ludwig Mößbauer, físico alemán, premio nobel de física en 1961. (f. 2011).
- 1929: Luis Alberto Miloc Pelachi, futbolista y entrenador de fútbol uruguayo (f. 1998).
- 1929: Jean Simmons, actriz británica (f. 2010).
- 1930: Luis Ferrero Acosta, ensayista y humanista costarricense (f. 2005).
- 1930: Jo Bonnier, piloto sueco de automovilismo (f. 1972).
- 1931: Ernie Banks, beisbolista estadounidense (f. 2015).
- 1931: Christopher Chataway, atleta y político británico (f. 2014).
- 1932: Gloria Sevilla, actriz filipina (f. 2022).
- 1933: Bernardo Provenzano, mafioso italiano (f. 2016).
- 1934: James Franciscus, actor estadounidense (f. 1991).
- 1934: Ernesto Brambilla, piloto de automovilismo italiano (f. 2020).
- 1935: Kenzaburō Ōe, escritor japonés, premio nobel de literatura en 1994 (f. 2023).
- 1935: Lilián de Celis, cantante española
- 1936: Gabriel Salazar, historiador chileno.
- 1937: Philip Glass, compositor estadounidense.
- 1937: Emilio Muñoz Ruiz, bioquímico, investigador y académico español.
- 1937: Luis del Olmo, periodista español.
- 1937: Suzanne Pleshette, actriz estadounidense (f. 2008).

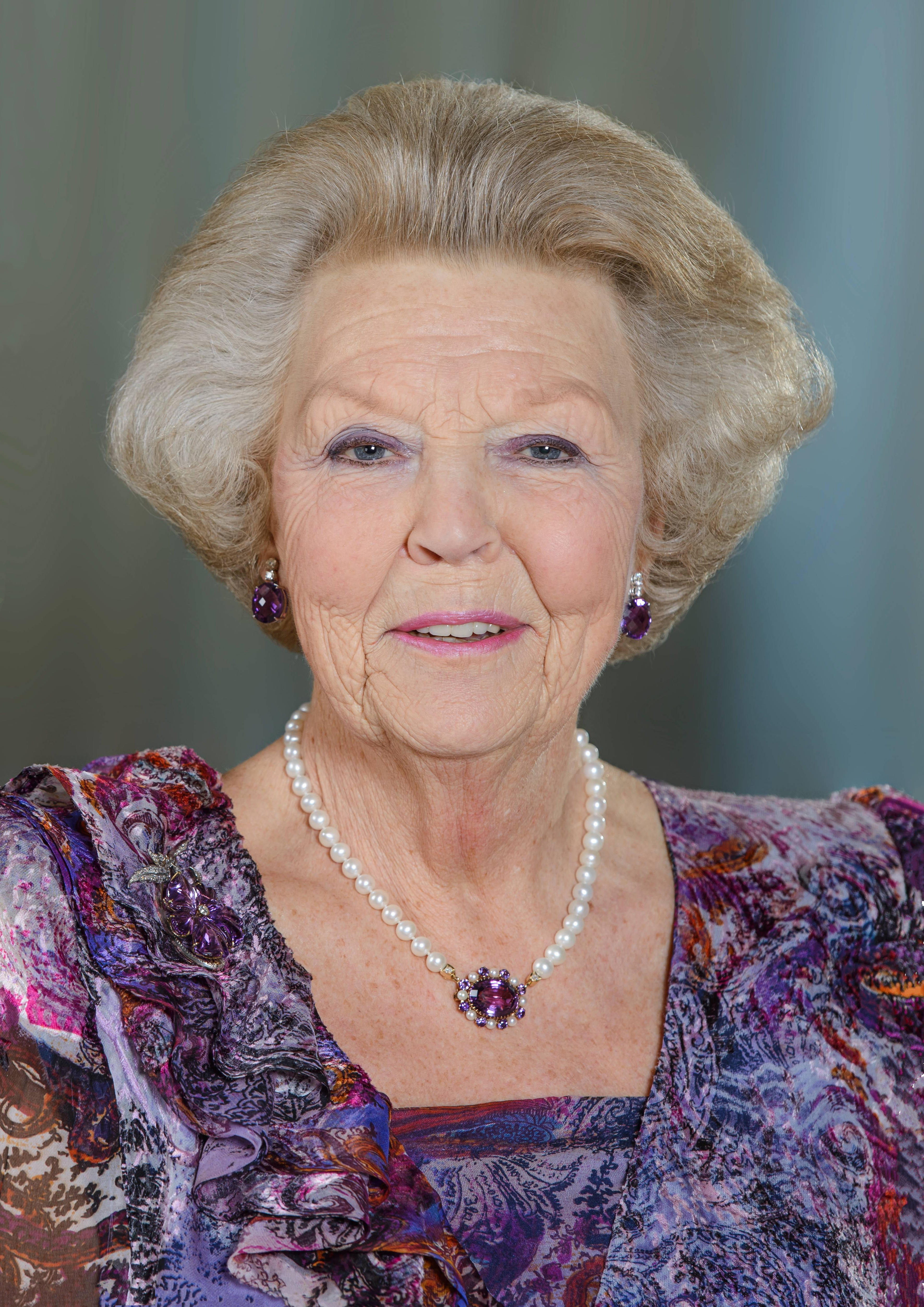
Beatriz de los Países Bajos

- 1938: Beatriz I, aristócrata neerlandesa, reina de los Países Bajos entre 1980 y 2013.
- 1942: Daniela Bianchi, actriz italiana.
- 1942: Derek Jarman, cineasta británico (f. 1994).
- 1945: Rudy Chernicoff, humorista, autor, cantante y actor argentino.
- 1945: Jairo Alonso Vargas, periodista y presentador de televisión colombiano (f. 2019).
- 1946: Juan José Millás, escritor español.
- 1947: Nolan Ryan, beisbolista estadounidense.
- 1947: Jonathan Banks, actor estadounidense.
- 1947: Glynn Turman, actor estadounidense.
- 1948: Joaquim Nadal, político español.
- 1949: Ken Wilber, escritor estadounidense.
- 1951: Phil Manzanera, guitarrista británico, de las bandas Roxy Music y Quiet Sun.
- 1951: Dave Benton, cantante estonio.
- 1951: Harry Wayne Casey, músico estadounidense, de la banda KC & The Sunshine Band.
- 1953: Mario Finarolli, futbolista y entrenador argentino.
- 1954: Mauro Baldi, piloto de automovilismo italiano.
- 1954: Adrian Vandenberg, músico neerlandés, de la banda Whitesnake.
- 1955: Carole Middleton, empresaria británica y madre de Catalina de Cambridge.

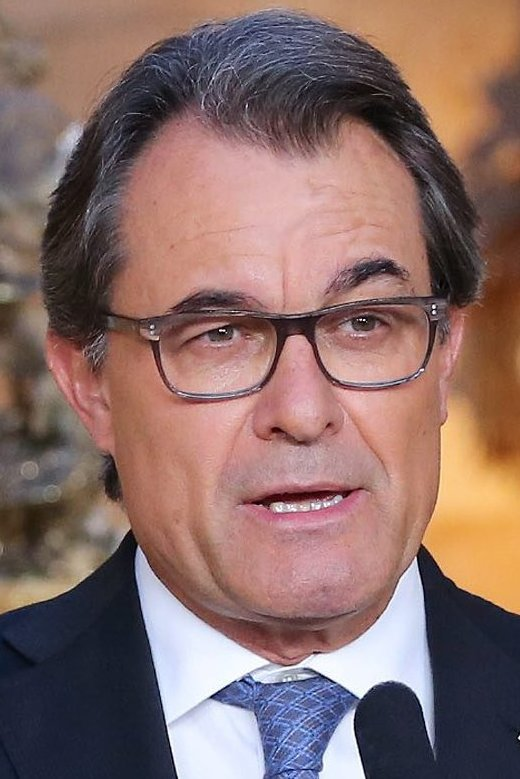
Artur Mas

- 1956: Artur Mas, economista y político español.
- 1956: Johnny Rotten, cantante británico, de la banda Sex Pistols.
- 1956: Manuel Delgado, antropólogo español.
- 1959: Santos Benigno Laciar, boxeador argentino.
- 1959: Anthony LaPaglia, actor australiano.
- 1959: Pedro Sevilla, poeta y novelista español.
- 1959: Víctor Patiño Fómeque, narcotraficante colombiano.
- 1960: George Benjamin, compositor británico.
- 1960: Grant Morrison, guionista de cómics británico.
- 1961: Aldo Schiappacasse, periodista deportivo chileno.
- 1962: Juan José Lizarbe, abogado y político español.
- 1962: Alexéi Miller, empresario ruso, presidente del Comité de Dirección (CEO) de la empresa energética rusa Gazprom
- 1963: Fernando Peña, actor y conductor argentino de origen uruguayo (f. 2009).
- 1964: Jeff Hanneman, guitarrista estadounidense, de la banda Slayer.
- 1964: Arturo Vázquez, actor, músico y compositor mexicano.
- 1965: Vlada Stošić, futbolista serbio.
- 1966: Jorge González, luchador argentino (f. 2010).
- 1967: Fat Mike, músico estadounidense, de la banda NOFX.
- 1967: Roberto Palazuelos, actor mexicano.
- 1967: Chad Channing, baterista estadounidense, de la banda Nirvana.
- 1967: Jason Cooper, baterista británico, de la banda The Cure.
- 1967: Pablo Marini, futbolista argentino.
- 1968: Wálter Espinoza Espinoza abogado y fiscal adjunto de crimen organizado costarricense
- 1969: Rafael Guijosa, jugador de balonmano español.

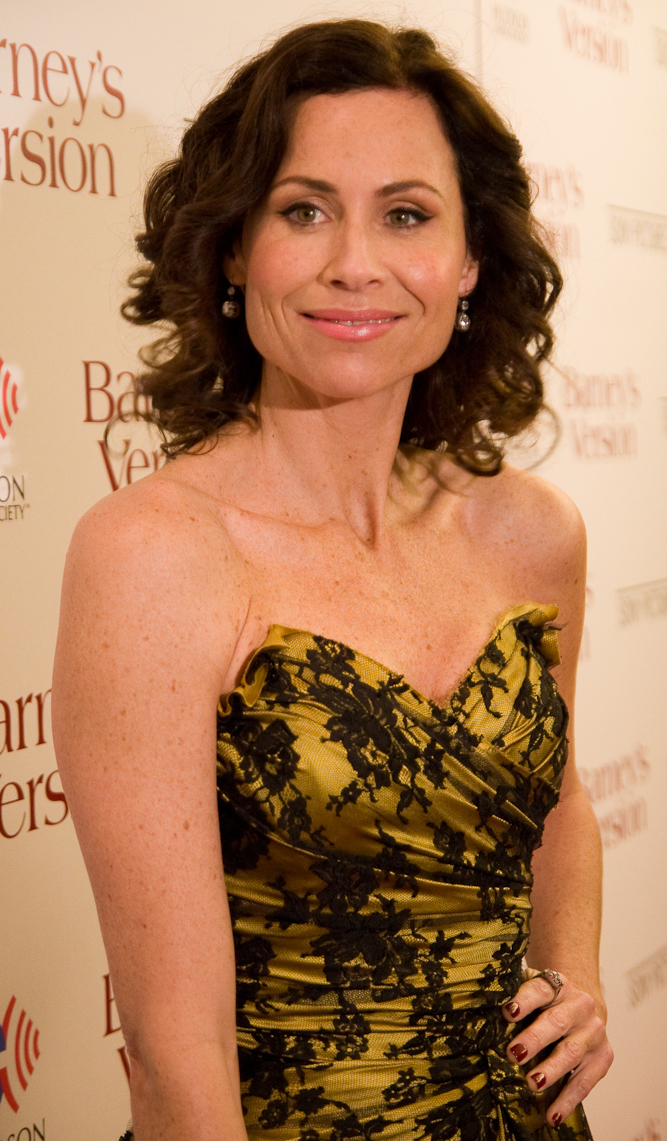
Minnie Driver

- 1970: Goyo Jiménez, humorista, actor, presentador y director español.
- 1970: Frank, guitarrista español, de la banda Mägo de Oz.
- 1970: Minnie Driver, actriz británica.
- 1971: Patricia Velásquez, actriz y modelo venezolana.
- 1972: Darío Cabrol, futbolista argentino.
- 1973: Portia de Rossi, actriz australiana.
- 1974: Roque Valero, cantautor, político y actor venezolano.
- 1974: Anna Silk, actriz canadiense
- 1975: Preity Zinta, actriz india.
- 1976: Héctor Anglada, actor argentino (f. 2002).
- 1976: Traianos Dellas, futbolista griego.
- 1976: Claudio Graf, futbolista argentino.
- 1976: Paul Scheer, actor estadounidense.
- 1977: Kerry Washington, actriz estadounidense.
- 1977: Sergei Pareiko, futbolista estonio.
- 1978: Dread Mar-I, cantante argentino.
- 1979: Daniel Tammet, matemático británico.
- 1979: Bartosz Jurecki, balonmanista polaco.
- 1980: Jurica Vranješ, futbolista croata.
- 1981: Julio Arca, futbolista argentino.
- 1981: Justin Timberlake, actor y cantante estadounidense, de la banda ’N Sync.
- 1981: Diego Hartfield, tenista argentino.
- 1981: Selçuk Şahin, futbolista turco.
- 1982: Andreas Görlitz, futbolista alemán.
- 1982: Helena Paparizou, cantante griega.
- 1982: Allan McGregor, futbolista escocés.
- 1982: Lissa Vera, cantante argentina.
- 1982: Leandro Rodrigues, futbolista brasileño.
- 1983: Acorán Barrera Reyes, futbolista español.
- 1983: Sebastián Castella, torero francés.
- 1983: Manuel de Brito Filho, futbolista brasileño.
- 1983: Fabio Quagliarella, futbolista italiano.
- 1984: Vladímir Bystrov, futbolista ruso.
- 1984: Dean Marney, futbolista británico.
- 1984: Mohammed Tchité, futbolista burundés.
- 1984: Jeremy Wariner, atleta estadounidense.
- 1985: Kalomoira, cantante greco-estadounidense.
- 1985: Christophe Berra, futbolista británico.
- 1985: Sebastián Malandra, futbolista argentino.
- 1987: Oksana Shachko, pintora ucraniana.
- 1988: Sidney Sam, futbolista alemán.
- 1988: Line Røddik, futbolista danesa.
- 1988: Kyle Kulinski, comentarista y presentador estadounidense
- 1988: Taijo Teniste, futbolista estonio.
- 1988: Mozart La Para, artista urbano dominicano.
- 1989: Jhonatan da Silva Pereira, futbolista brasileño.
- 1989: Rubén Ramos Martínez, futbolista español.
- 1990: Nicolás Laprovíttola, baloncestista argentino.
- 1990: Rubén Botta, futbolista argentino.
- 1991: Jan Šebek, futbolista checo.
- 1991: Greg Cunningham, futbolista irlandés.
- 1991: Jerry Donga, futbolista salomonense.
- 1992: Kwon Kyung-won, futbolista surcoreano.
- 1992: Benjamin Siegrist, futbolista suizo.
- 1992: Eisuke Fujishima, futbolista japonés.
- 1993: Allan Lüttecke, futbolista chileno.
- 1994: Vitalik Buterin, programador ruso.
- 1994: Dominik Kohr, futbolista alemán.
- 1996: Léo Pereira, futbolista brasileño.
- 1996: Joel Courtney, actor estadounidense.
- 1996: Elias Andersson, futbolista sueco.
- 1996: Krišs Kārkliņš, futbolista letón.
- 1996: Geovan Montes, futbolista colombiano.
- 1996: Leron Black, baloncestista estadounidense.
- 1996: Antino Jackson, baloncestista estadounidense.
- 1996: Jhery Matos, baloncestista dominicano.
- 1997: Miyeon, integrante del grupo (G)I-dle.
- 1997: Melvyn Richardson, balonmanista francés.
- 1997: Jessie Lemonier, jugador de fútbol americano estadounidense (f. 2023).
- 1997: Khadija Shaw, futbolista jamaicana.
- 1997: Anatoli Riapolov, atleta ruso.
- 1997: Arnaut Danjuma, futbolista nigeriano-neerlandés.
- 1997: Hamilton Valencia, futbolista colombiano.
- 1997: Hina Sugita, futbolista japonesa.
- 1997: Donte DiVincenzo, baloncestista estadounidense.
- 1997: Horace Spencer, baloncestista estadounidense.
- 1998: Dayanita, actriz peruana.
- 1998: Amadou Haidara, futbolista maliense.
- 1998: Felix Beijmo, futbolista sueco.
- 1998: Aritz Arambarri, futbolista español.
- 1998: Jalen McDaniels, baloncestista estadounidense.
- 1998: Payton Willis, baloncestista estadounidense.
- 1998: Beto Betuncal, futbolista portugués.
- 1999: Nickol Sinchi, cantante de cumbia peruana.
- 1999: Manuel Insaurralde, futbolista argentino.
- 2000: Hugo Guillamón, futbolista español.
- 2000: Gerson Chávez, futbolista hondureño.
- 2000: Sebastián Medellín, futbolista mexicano.
- 2000: Willian Lima, yudoca brasileño.
- 2000: Kaja Kajzer, yudoca eslovena.
- 2000: Mateo Ortiz, futbolista ecuatoriano.
- 2000: Marcos Portillo, futbolista argentino.
- 2000: Esther Briz Zamorano, remera española.
- 2000: Laura Heredia, pentatleta española.
- 2000: Julián Álvarez, futbolista argentino.
- 2001: Michał Olejniczak, balonmanista polaco.
- 2002: Álison González, futbolista mexicana.
- 2002: Beñat Turrientes, futbolista español.
- 2003: Txus Alba, futbolista español.
- 2004: Samed Baždar, futbolista serbio.
- 2005: Hana Moll, atleta estadounidense.
- 2005: Mallory James Mahoney, actriz estadounidense.
- 2005: Olaf Gorter, futbolista neerlandés.
- 2005: Dawid Drachal, futbolista polaco.
- 2005: Momodou Sonko, futbolista sueco.
- 2005: Kristiāns Fokerots, voleibolista letón.

## Fallecimientos
- 743: Muhammad al-Baqir, imán chií (n. 676).
- 885: Diego Rodríguez Porcelos, conde de Castilla.
- 1398: Sukō, emperador japonés (n. 1334).
- 1435: Xuande, emperador chino (n. 1398).
- 1561: Bairam Khan, general del Imperio mogol, regente durante la niñez del emperador Akbar (n. ?).
- 1561: Menno Simons, líder menonita neerlandés (n. 1496).
- 1580: Enrique I, rey portugués (n. 1512).
- 1615: Claudio Acquaviva, jesuita italiano (n. 1543).
- 1632: Joost Bürgi, matemático y relojero suizo (n. 1552).
- 1665: Johannes Clauberg, filósofo y teólogo alemán (n. 1622).
- 1686: Jean Mairet, dramaturgo francés (n. 1604).
- 1729: Jakob Roggeveen, explorador neerlandés (n. 1659).
- 1731: Alejo Calatayud, caudillo rebelde altoperuano (n. 1705).
- 1736: Filippo Juvara, arquitecto y escenógrafo italiano (n. 1678).
- 1736: Bruno Mauricio de Zabala, militar y administrador colonial español (n. 1682).
- 1788: Carlos Estuardo, el Pretendiente, aristócrata jacobita escocés (n. 1720).
- 1811: Manuel Alberti, sacerdote argentino, integrante de la Primera Junta de Gobierno (n. 1763).
- 1815: José Félix Ribas, líder independentista venezolano (n. 1775).
- 1844: Henri Gratien, general francés (n. 1773).
- 1854: Silvio Pellico, escritor italiano (n. 1789).
- 1856: Joaquín Manuel Fernández Cruzado, pintor español (n. 1781).
- 1856: Khedrub Gyatso, religioso nepalí, 11.º dalái lama (n. 1838).
- 1866: Friedrich Rückert, escritor y poeta alemán (n. 1788).
- 1869: Anselme Bellegarrigue, anarquista francés (n. 1813).
- 1882: Aquilino Benito Pérez, bandolero mano derecha de El Tuerto de Pirón (n. ?).
- 1888: Don Bosco (Giovanni Bosco), sacerdote italiano, fundador de los salesianos, canonizado por la Iglesia católica (n. 1815).
- 1892: Charles Spurgeon, obispo evangelista británico (n. 1834).
- 1895: José Estremera, poeta y dramaturgo español (n. 1852).[6]
- 1923: Eligiusz Niewiadomski, pintor polaco, asesino del presidente Gabriel Narutowicz (n. 1869).
- 1933: John Galsworthy, novelista y dramaturgo británico, premio nobel de literatura en 1932 (n. 1867).
- 1944: Jean Giraudoux, dramaturgo francés (n. 1882).
- 1946: Luis Orgaz Yoldi, militar español (n. 1881).
- 1947: Adolfo Orma, político argentino (n. 1863).
- 1952: Pedro Prado, escritor chileno (n. 1886).
- 1954: Edwin Armstrong, ingeniero e inventor estadounidense (n. 1890).
- 1955: Salvador González Anaya, escritor español (n. 1879).
- 1955: John Raleigh Mott, dirigente cristiano estadounidense, premio nobel de la paz en 1946 (n. 1865).
- 1956: Alan Alexander Milne, escritor británico (n. 1882).
- 1960: Harry Blanchard, piloto de automovilismo estadounidense (n. 1929).
- 1965: José Sinués y Urbiola, economista y político español (n. 1894).
- 1966: Arthur Ernest Percival, militar británico (n. 1887).
- 1968: Flavio Herrera, escritor guatemalteco (n. 1895).
- 1969: Meher Baba, gurú indio (n. 1894).
- 1970: Slim Harpo, cantante estadounidense (n. 1924).
- 1972: Mahendra Bir Bikram Shah, rey nepalí (n. 1920).
- 1972: Matvéi Zajárov, militar soviético (n. 1898).
- 1973: Ragnar Frisch, economista noruego (n. 1895).
- 1974: Samuel Goldwyn, productor estadounidense de cine (n. 1882).
- 1984: Antonio Calvache, torero, actor, fotógrafo y cineasta español (n. 1893).
- 1984: Ricardo García López, K-Hito, humorista y periodista español (n. 1890).
- 1986: Don Sleet, músico estadounidense (n. 1938).
- 1987: Yves Allégret, cineasta francés (n. 1907).
- 1994: Erwin Strittmatter, escritor alemán (n. 1912).
- 1995: George Abbott, productor estadounidense, cineasta y director de teatro (n. 1887).
- 1995: George Robert Stibitz, científico estadounidense (n. 1904).
- 1997: Evaristo Acevedo, escritor y humorista español (n. 1915).
- 1999: Giant Baba, luchador japonés (n. 1938).
- 2000: Gil Kane, dibujante estadounidense (n. 1926).
- 2001: Gordon R. Dickson, escritor canadiense (n. 1923).
- 2003: Werenfried van Straaten, religioso neerlandés (n. 1913).
- 2003: Ricardo Zamora de Grassa, portero español, hijo de Ricardo Zamora (n. 1933).
- 2004: Eleanor Holm, nadadora estadounidense (n. 1913).
- 2005: Azuzena Martín-Dorado Calvo, cantante española (n. 1955).
- 2006: Moira Shearer, bailarina y actriz británica (n. 1926).
- 2007: Lee Bergere, actor estadounidense (n. 1918).
- 2007: Trinidad Rugero, actriz española (n. 1938).
- 2008: El Chango Nieto, cantante de folclore argentino (n. 1943).
- 2008: Volodia Teitelboim, abogado, político y escritor chileno (n. 1916).
- 2009: Christopher Augur, científico y bioquímico francés; asesinado en México (n. 1960).
- 2010: Tomás Eloy Martínez, escritor argentino (n. 1934).
- 2011: Esperanza Parada Pedrosa, pintora española (n. 1928).
- 2012: Juan Carlos Gené, actor y dramaturgo argentino (n. 1929).
- 2012: Dorothea Tanning, pintora y escritora estadounidense (n. 1910).
- 2013: Rubén Bonifaz Nuño, poeta y clasicista mexicano (n. 1923).
- 2013: Caleb Moore, piloto estadounidense de motonieve (n. 1987).
- 2014: Christopher Jones, actor estadounidense (n. 1941).
- 2015: Tomás Bulat, economista, escritor y periodista argentino (n. 1964).
- 2015: Lisbeth González, cantante mexicana, participante de La Voz... México (n. 1996).
- 2015: José Manuel Lara Bosch, empresario español (n. 1946).
- 2016: Benoit Violier, cocinero suizo (n. 1971).
- 2016: Terry Wogan, presentador irlandés (n. 1938).
- 2017: John Wetton, cantante y músico británico (n. 1949).
- 2019: Pablo Larios Iwasaki, futbolista mexicano (n. 1960).
- 2020: Mary Higgins Clark, escritora estadounidense (n. 1927).
- 2021: Meshulam Dovid Soloveitchik, rabino israelí (n. 1921).
- 2022: Dora Cadavid, actriz colombiana (n. 1937).
- 2022: Carleton Carpenter, actor y mago estadounidense (n. 1926).
- 2024: Terry Beasley, jugador de fútbol americano estadounidense (n. 1950).
- 2025: Carlos Ferrero Costa, político peruano (n. 1941).

## Celebraciones
- Día Internacional del Mago.[7][8]Para reivindicar la profesión de los artistas, que gracias a su talento ofrecen a las personas todo un universo lleno de magia y fantasía. Este día fue escogido para rendir un especial tributo al santo patrono de los magos conocido con el nombre de Juan Bosco. Su muerte ocurrió el 31 de enero del año 1888, siendo canonizado el 1 de abril de 1934.[9]

- Día Internacional de la Cebra.[10]Fecha conservacionista que tiene como objetivo preservar todas las especies de cebras.

- Día Mundial de la Tecla de Retroceso.
(en inglés: Backspace).

- Día de la Publicidad (2025). En honor a San Pablo, santo patrón de la Publicidad, por ser uno de los apóstoles que predicó «la Palabra de Dios con mayor eficacia».
San Publicito y Santa Publicita, también conocidos como patrones de la publicidad, se celebran el último viernes de enero.

 Por países
(Por orden alfabético)
- Costa Rica:
  - Día de la Poesía Nacional. En conmemoración al natalicio del poeta Jorge Debravo.

- Estados Unidos: 
  - Día del Chocolate Caliente.
(en inglés: National Hot Chocolate Day).
  - Día de Comer Coles de Bruselas.
(en inglés: Eat Brussel Sprouts Day).
  - Día de la Cinta adhesiva Scotch.
(en inglés: Scotch Tape Day).
  - Día del Brandy Alexander
(en inglés: Brandy Alexander Day).

- Nauru: 
  - Día Nacional y Día de la Independencia.[11]

- República Dominicana: 
  - Día Nacional de la Juventud.[12]Celebración en honor a San Juan Bosco, santo patrón de los jóvenes. Se celebra desde 1993, destacando la importancia de la juventud en la sociedad y otorgando el Premio Nacional de la Juventud de la República Dominicana a jóvenes destacados.

- Venezuela:
  - Día del Internacionalista. Conmemora la creación del Colegio de Internacionalistas de Venezuela (CODEIV) en 1958, poco después del derrocamiento de la dictadura de Marcos Pérez Jiménez.

### Santoral católico

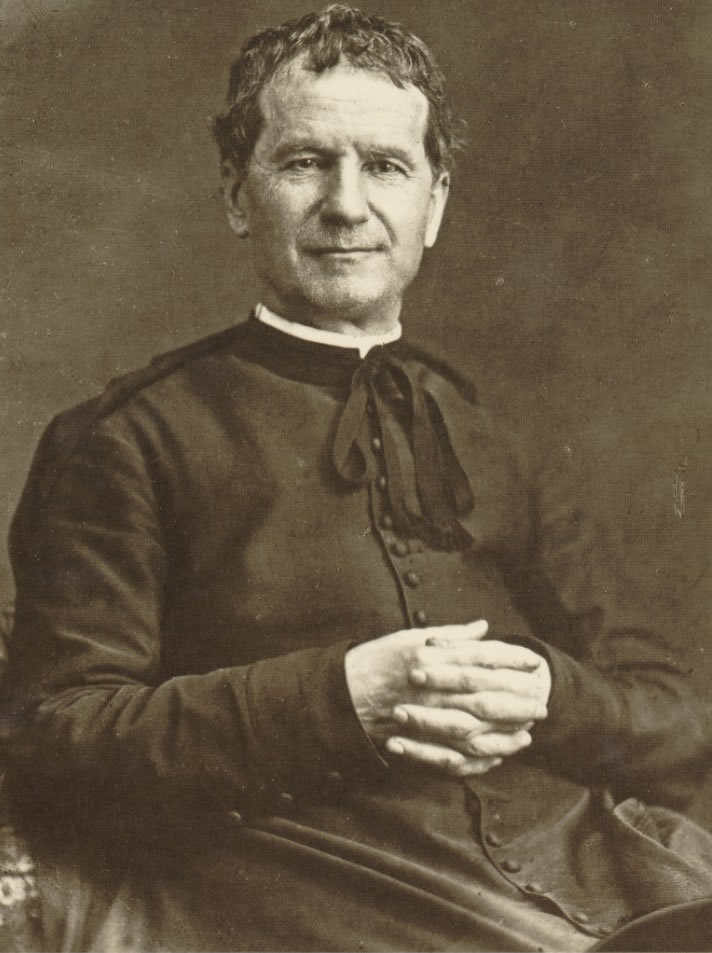
Don Bosco, fundador de los salesianos, fallecido 31 de enero de 1888, hace ya.

- Memoria de San Juan Bosco, presbítero (1888).[7][8](imagen ilustrativa).
- Santa Marcela de Marsella, discípula (s. I).[13]
- Santos Victorino, Víctor, Nicéforo, Claudio, Diodoro, Serapión y Papías, mártires (c. 250).
- San Metrano de Alejandría, mártir (c. 249).[14]
- Santos Ciro y Juan, mártires (s. IV).
- San Geminiano de Módena, obispo (s. IV).[15]
- San Abrahán de Arbela, obispo (345).
- San Julio de Novara, presbítero (s. IV in.).
- Santa Marcela de Roma (410).
- San Maedoc o Aidano, obispo de Ferns (c. 626).
- San Waldo o Gaudo de Évreux, obispo (s. VII).
- San Eusebio de Viktorsberg (884).
- Beata Ludovica Albertoni (1533).[16]
- San Francisco Xavier María Bianchi,[17]presbítero de la Orden de Clérigos Regulares de San Pablo (1815).
- Santos Agustín Pak Chong-won y cinco compañeros (Pedro Hong Pyong-ju, María Yi In-dog, Magdalena Son Sobyog, Águeda Yi Kyong-i y Águeda Kwon Chin-i), mártires (1840).

 Por países
(Por orden alfabético)
- España: 
  - San Juan Bosco, patrono de los magos.[7][8]En un congreso de magia celebrado en España Don Bosco fue elegido como el patrono de los magos, escogiendo la fecha de su deceso (31 de enero de 1888, hace ya 137 años) para celebrar esta efeméride.